# Hudo, Domžale
Hudo je naselje v Občini Domžale, severno od Radomelj. Skozi vas teče Hujski potok, ki v Radomljah občasno poplavlja.